# 川辺町 (和歌山県)

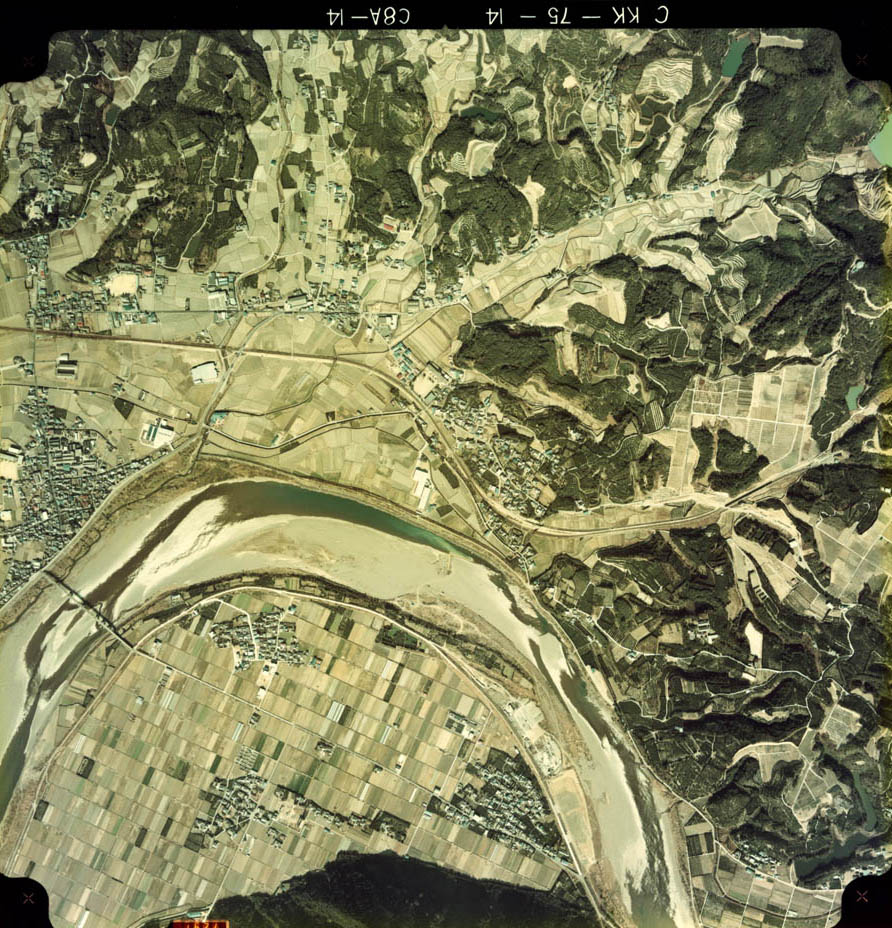
川辺町役場付近（昭和50年度;）

川辺町（かわべちょう）は、和歌山県の中部に位置していた町である。みかんを初めとした農業が盛ん。安珍・清姫伝説で有名な道成寺がある。
2005年5月1日に中津村、美山村と合併して日高川町となった。

## 地理
日高川の下流部に位置し、御坊市、中津村とは日高川に沿って隣接している。また、広川町とは白馬山脈を、印南町とは真妻山を介して隣接している。日高川とその数本の支流（江川、土生川、中津川、沖野川など）に沿う中山間地帯に集落が点在している。
山間部では過疎が進んでいるが、平野部では御坊市のベッドタウンとして新興住宅が増えてきている。
- 山：白馬山脈、真妻山
- 河川：日高川

### 隣接していた自治体
- 和歌山県
  - 御坊市
  - 有田郡 - 広川町
  - 日高郡 - 印南町、中津村

## 歴史
- 南北朝時代 - 玉置氏が手取城を築城したといわれる[1]。
- 1585年（天正13年） - 豊臣秀吉の紀州征伐で玉置氏当主・玉置直和は秀吉に恭順の意を示し、秀吉に抵抗した亀山城（現・御坊市）の湯川直春により手取城を攻められた[2][3]。
- 1955年（昭和30年）1月1日 - 早蘇村・丹生村・矢田村が合併して川辺町が発足。
- 1962年（昭和37年）4月1日 - 中津村の一部（大字藤野川）を編入。
- 2005年（平成17年）5月1日 - 中津村・美山村と合併して日高川町が発足。同日川辺町廃止。

## 行政
- 町長：阪本信夫（2003年から）

## 経済

### 産業
- 農業（みかん）
- 大和歯車（株）和歌山工場

## 地域

### 教育
- 高等学校
  - 私立国際開洋第二高等学校
- 中学校
  - 御坊市川辺町組合立大成中学校
  - 早蘇中学校
  - 丹生中学校
- 小学校
  - 川辺西小学校
  - 和佐小学校
  - 江川小学校
  - 山野小学校
  - 三百瀬（みよせ）小学校

## 交通

### 鉄道路線
- 中心となる駅：和佐駅
- JRきのくに線にて和歌山駅まで約70分。
- 大阪・天王寺方面：御坊駅にて特急くろしおまたはオーシャンアローに乗り換えて約1時間半。
- 西日本旅客鉄道
  - 紀勢本線（きのくに線）：（印南町） - 和佐駅 - （御坊市）

### 道路
- 高速道路
  - 湯浅御坊道路：川辺IC
- 県道
  - 和歌山県道21号広川川辺線
  - 和歌山県道25号御坊中津線
  - 和歌山県道26号御坊美山線
  - 和歌山県道27号日高印南線
  - 和歌山県道190号玄子小松原線
  - 和歌山県道191号江川小松原線
  - 和歌山県道192号玄子和佐線
  - 和歌山県道193号船津和佐線

## 名所・旧跡・観光スポット・祭事・催事
- 道成寺
- 笑い祭（10月第二日曜日）
- 手取城址
- かわべ天文公園

## 出身有名人
- 日高光路（演歌歌手）
- 那智ノ山公晴（大相撲力士（最高位・前頭19枚目。引退後、年寄・峰崎を襲名））
- 垣内哲也（元プロ野球選手、西武ライオンズ→千葉ロッテマリーンズ）
- 西川史礁（プロ野球選手、千葉ロッテマリーンズ）